# Soazig Aaron
Soazig Aaron (* 1949 in Rennes, Frankreich) ist eine französische Schriftstellerin.

## Leben
Nach dem Studium der Geschichte arbeitete Aaron einige Jahre in einer Pariser Buchhandlung. Heute lebt sie in der Bretagne.
Erst 2002 erschien mit Le NON de Klara Soazig Aarons erste Veröffentlichung. Die Französin und Nichtjüdin erzählt in dem fiktiven Tagebuchroman das Schicksal Klaras, einer 1945 nach Paris heimkehrenden Auschwitzüberlebenden, die sich fortan weigert, wieder ein „normales Leben“ zu führen.
Für Le NON de Klara erhielt Aaron 2002 den Preis der „Bourse Goncourt du Premier Roman“ und den „Prix Emmanuel Roblès“ der französischen Stadt Blois. Beide Auszeichnungen werden für Erstlingsromane vergeben.
Auf Deutsch erschien das Buch zuerst 2003 unter dem Titel Klaras NEIN. 2004 wurde Klaras NEIN mit dem Geschwister-Scholl-Preis des Börsenvereins des Deutschen Buchhandels (Landesverband Bayern) ausgezeichnet.